# Sindschar

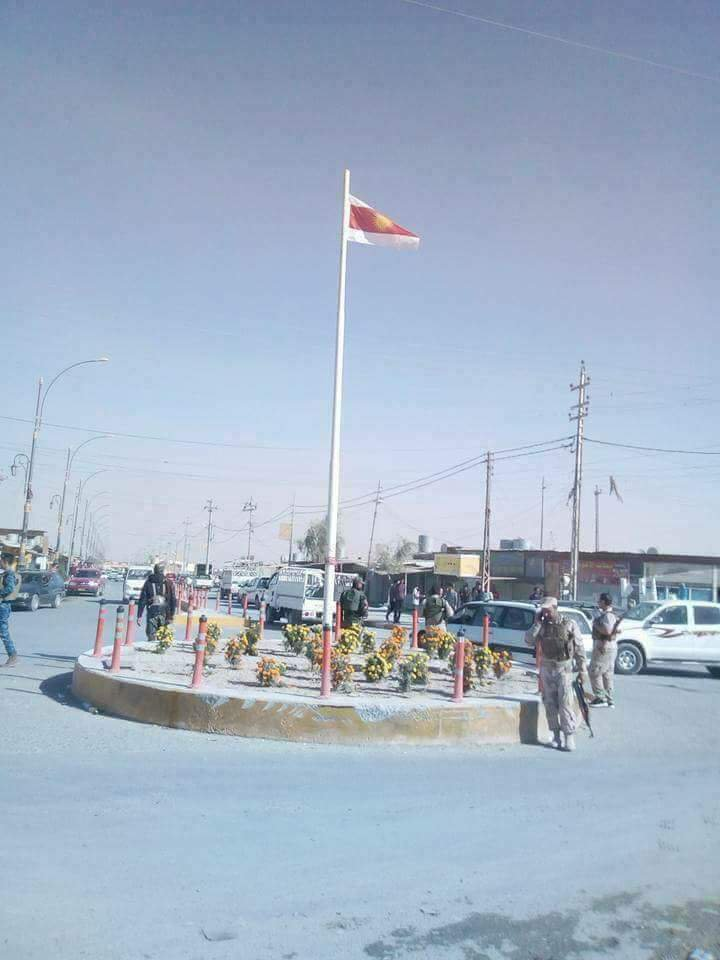
Jesidische Streitkräfte in Sindschar

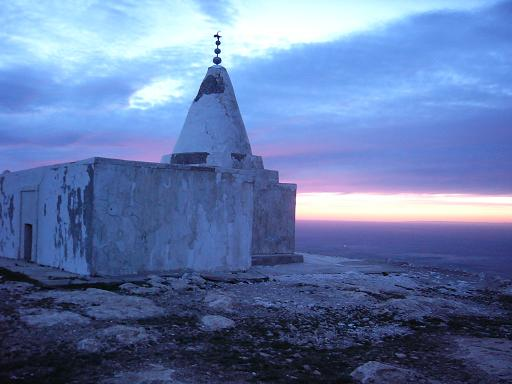
Jesidischer Tempel Chel Mera im Sindschar-Gebirge, 2004

Sindschar oder Shingal (andere Schreibweisen: Sinjar, Singar, kurmandschi شنگال [Şingal], reichsaramäisch ܫܝܓܳܪ Shiggor, arabisch سنجار, DMG Sinǧār) ist eine irakische Stadt in der Provinz Ninawa mit 39.875 Einwohnern (Stand 2006). Gleichzeitig ist Sindschar auch Hauptstadt eines gleichnamigen Distriktes. Die Stadt liegt südlich des Dschabal Sindschar und gehört zu den umstrittenen Gebieten des Nordiraks.
Die Bewohner Sindschars sprechen hauptsächlich Shengali, welches ein Dialekt der nordwestiranischen Sprache Kurmandschi ist, und gehören der ethno-religiösen Minderheit der Jesiden an. Die Stadt wird von der irakischen Zentralregierung verwaltet. Der Status der Stadt ist nicht geklärt. Laut Artikel 140 der irakischen Verfassung soll eine Volksabstimmung entscheiden, ob sie weiterhin von der Zentralregierung oder der Autonomen Region Kurdistan verwaltet werden soll.

## Geschichte

### Antike
In der Antike wurde der Ort Singara genannt. Gelegen am Fuße des Berges Sindschar, hatte es eine große strategische Bedeutung. In römischer Zeit wurde Singara schwer befestigt und Legionsstandort (so etwa für die Legio I Parthica). In der Spätantike war die Stadt dann wiederholt das Ziel von Angriffen der Sassaniden. 344 fand hier eine große Schlacht statt, in welcher der römische Kaiser Constantius II. fast schon gewonnen hatte, als ihn das undisziplinierte Verhalten seiner Truppen doch noch den Sieg kostete. Im Frieden von 363 wurde die Stadt dem Sassanidenkönig Schapur II. zugesprochen. Aus römischer Zeit sind heute noch einige Überreste vorhanden. Der Ort ist wohl auch mit dem Schinar der Bibel gleichzusetzen; wenigstens ist der Name davon abgeleitet.
In Singara muss es auch eine größere christliche Gemeinde gegeben haben, aus der unter anderem Gabriel von Schiggar stammte, der im 7. Jahrhundert Leibarzt von König Chosraus II. war.

### Völkermord ab 2014
Im August 2014 flohen Tausende in Sindschar lebende Jesiden vor den sunnitischen IS-Kämpfern vor allem in den Höhenzug des Dschabal Sindschar, zum Teil auch in die Türkei oder in die Autonome Region Kurdistan. Zuvor sind die in Sindschar stationierten kurdischen Peschmerga geflohen und haben die Zivilbevölkerung schutzlos zurückgelassen. Die Jesiden wurden von den kurdischen Kämpfern YPG militärisch unterstützt. US-amerikanische Kampfbomber griffen militärisches Gerät (Lastwagen, Artillerie, Panzer) des IS an. US-amerikanische und kurdische Transportflugzeuge versorgten die Flüchtlinge auf dem Sindschar-Gebirge mit Lebensmitteln. YPG-Kämpfern gelang es zusammen mit Kämpfern der HPG, einen Korridor nach Syrien freizukämpfen und zu halten, wodurch den Eingeschlossenen die Flucht aus dem Gebirge ermöglicht wurde.
Mitte Oktober 2014 traten die IS-Milizen wieder zu einer Offensive an und konnten den Kessel bis zum Fuß des Gebirges zusammenziehen; es wurden etwa 7.000 Zivilisten im Gebirge eingeschlossen. Nur der Ort Scharaf ad-Din konnte in der Schlacht um Scharaf ad-Din von den in der Zwischenzeit gebildeten jesidischen Bürgerwehren Hêza Parastina Şingal (HPS) und Yekîneyên Berxwedana Şingal (YBS) gehalten werden. Die verbliebenen Ortschaften mussten in Rückzugsgefechten aufgegeben werden.

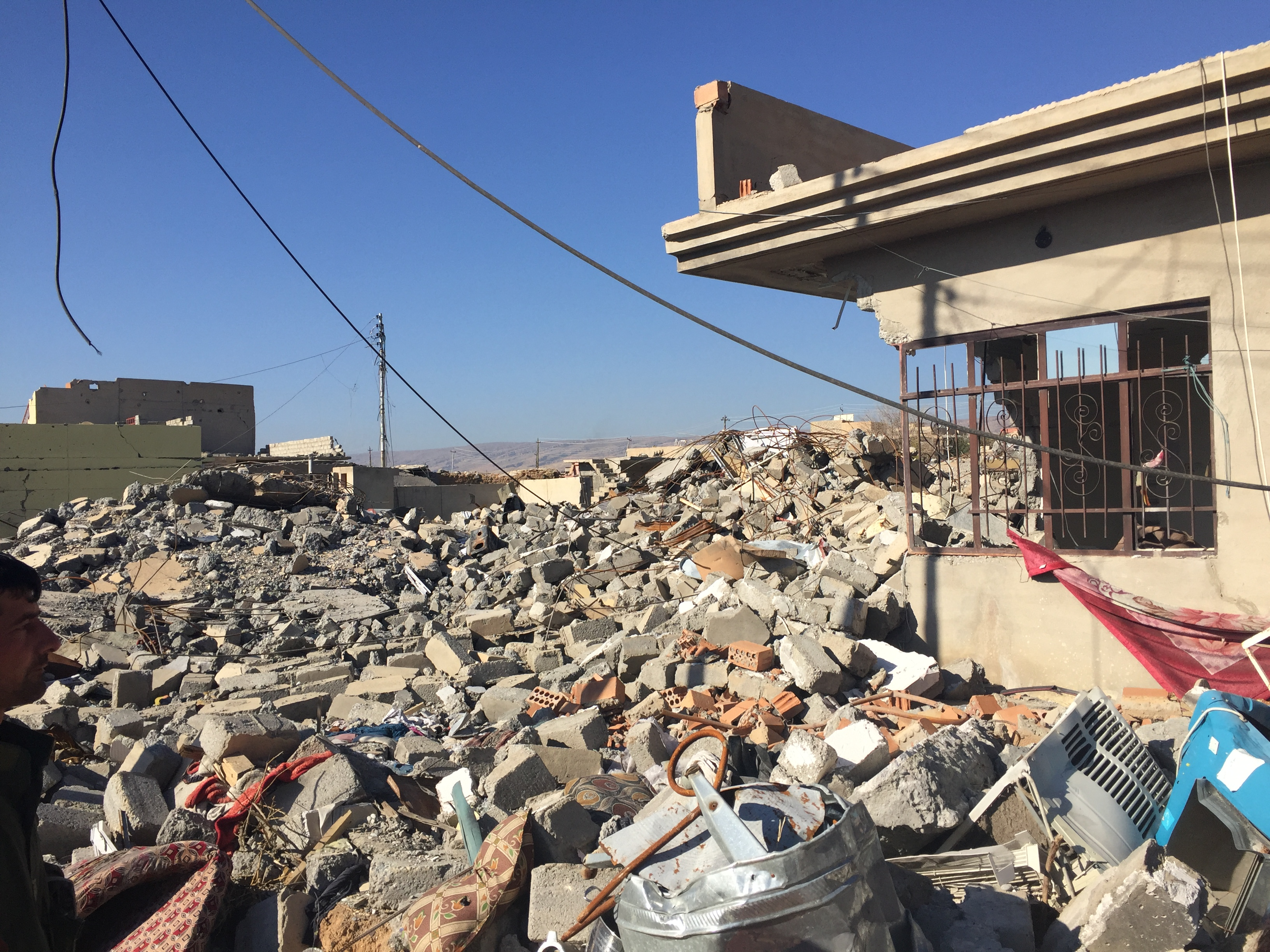
Sindschar nach der Rückeroberung vom „Islamischen Staat“, Dezember 2015

Am 1. November 2014 wurde bekannt, dass die Peschmerga eine Offensive zur Befreiung der Stadt gestartet hatten. Im Dezember 2014 waren bereits Teile der Stadt in kurdischer Hand. In Hardan, einem jesidischen Dorf nahe Sindschar, fand man Massengräber.
2015 war Sindschar immer noch umkämpft. Auf kurdischer Seite beteiligen sich mehrere unterschiedliche Milizen, die untereinander zerstritten sind. Masud Barzani kündigte am 3. August 2015 an, die Region Sindschar solle Teil der autonomen kurdischen Region werden. Nach einer neuen Großoffensive (Operation Free Shingal) im Herbst 2015 teilten Kreise der kurdischen Autonomieregierung am 13. November 2015 mit, es seien Peschmerga von allen Seiten nach Sindschar eingedrungen und dass es gelungen sei, zentrale Gebäude zu besetzen. Noch im Laufe des Tages wurde die Stadt aus der Hand des IS befreit; die IS-Milizen leisteten keinen Widerstand, sondern flohen. Neben den Peschmerga, die sich ihrerseits zum großen Teil aus jesidischen Kämpfern zusammensetzten, waren an der Aktion auch Mitglieder von YBS, HPS, YPG und PKK beteiligt. Der Verlust Sindschars war für den IS ein empfindlicher Rückschlag, da die beiden wichtigsten Orte der IS, ar-Raqqa (Syrien) und Mossul (Irak), über den Highway am Dschabal Sindschar entlang verbunden sind.

### Massengräber bei Sindschar

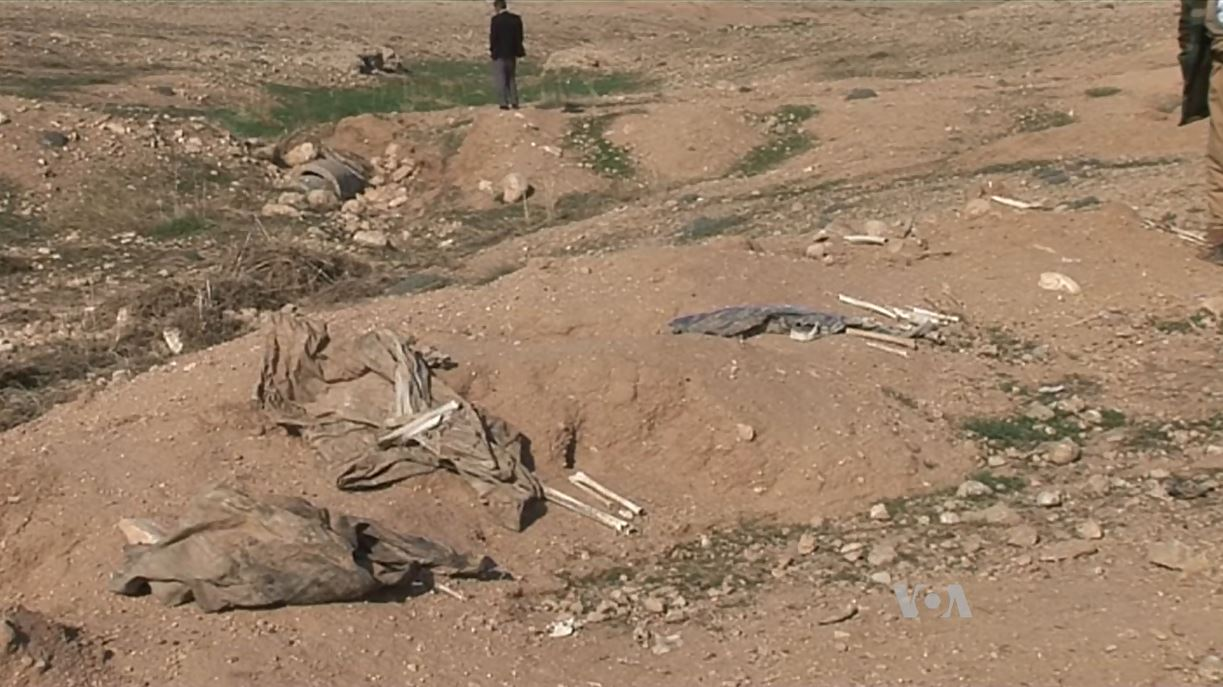
Ein jesidisches Massengrab in der Sindschar-Region (2015). Zu erkennen sind Knochen der Opfer, die aus dem Massengrab herausragen

Im August 2014 fand man in Hardan, einem jesidischen Dorf nahe Sindschar, Massengräber. Weitere Massengräber wurden in der Region im Verlauf des Jahres 2015 entdeckt. Der Bürgermeister Sindschars äußerte, von etwa 10.000 Bewohnern fehle jede Spur; man nehme an, dass die meisten ermordet wurden.
Etwa 70 Massengräber der Jesiden sind in Sindschar bekannt. Am 15. März 2019 begann die Exhumierung der Massengräber durch UN-Ermittler, beginnend in dem jesidischen Dorf Kodscho.